# Independencia kommun, Chaco
Departamento de Independencia är en kommun i Argentina.   Den ligger i provinsen Chaco, i den norra delen av landet, 900 km norr om huvudstaden Buenos Aires. Antalet invånare är 20 620. Arean är 1,9 kvadratkilometer.
Terrängen i Departamento de Independencia är mycket platt.
Trakten runt Departamento de Independencia består till största delen av jordbruksmark. Runt Departamento de Independencia är det glesbefolkat, med 14 invånare per kvadratkilometer.